# Iúlia Bogdànova
Iúlia Bogdànova   (Sant Petersburg, 27 d'abril de 1964) és una nedadora russa, ja retirada, especialista en braça, que va competir sota bandera de la Unió Soviètica durant la dècada de 1970.
El 1980 va prendre part en els Jocs Olímpics d'Estiu de Moscou, on va disputar dues proves del programa de natació. En els 200 metres braça va guanyar la medalla de bronze, mentre en els 100 metres braça quedà eliminat en sèries.
En el seu palmarès també destaquen tres medalles en el Campionat del Món de natació de 1978, una d'or, una de plata i una de bronze, i tres medalles al Campionat d'Europa de natació de 1977, dues d'or i una de plata. A nivell nacional guanyà cinc campionats soviètics, tres dels 100 metres i dos dels 200 metres braça.
Durant la seva carrera esportiva va establir dos rècords mundials, ambdós el 1978, en els 100 i 200 metres braça.